# Nekrolog 1492
Nekrolog
◄◄
| ◄
| 1488
| 1489
| 1490
| 1491
| 1492 | 1493 | 1494 | 1495 | 1496 | ► | ►►
Weitere Ereignisse | Allgemeiner Nekrolog 1492
Die Beschreibung der verstorbenen Person sollte so kurz wie möglich gehalten sein und nur deren signifikante Tätigkeit(en) enthalten.
Neue Namen ggf. auch unter dem Geburts- und Sterbedatum, also etwa unter 1. Januar und im Geburts- und Sterbejahr (2024) eintragen (nur bei entsprechender großer Wichtigkeit). Für Beispiele siehe die schon vorhandenen Artikel.
Außerdem über die fünf zuletzt Verstorbenen, zu denen es einen ausreichend guten Artikel für eine Präsentation auf der Hauptseite gibt, nach der todesbedingten Überarbeitung der Artikel ggf. auch unter Wikipedia Diskussion:Hauptseite informieren und sie am besten auch in den anderen Wikipedia-Sprachversionen eintragen. Tipp: Regelmäßig bei news.google.de nach „ist tot“, „gestorben“ oder „verstorben“ suchen.
Wenn eine Person gestorben ist, gibt es viele Seiten zu dieser Person in der Wikipedia, die davon auch betroffen sind und entsprechend aktualisiert werden müssen. Beispiele: Namenübersichtsseite, Geburtsjahr, Geburtsort-Seiten und viele mehr.
Wie finde ich die betroffenen Seiten?
Im Suchfeld auf der linken Seite gibt man den Suchbegriff so ein: „Vorname Nachname“. Dann klickt man auf Volltext und alle Seiten mit entsprechendem Suchtext werden aufgerufen. Hier sieht man dann schnell, wo auch das Todesjahr Sinn macht oder sogar ein Teil des Artikels angepasst werden muss. Auch hilft das „Werkzeug“ auf der linken Seite sehr gut, um solche Seiten aufzufinden: „Links auf diese Seite“. Somit ist die Wikipedia wieder aktuell in allen Bereichen! Hinweis: bei Eintragung der Kategorie „Gestorben JAHR“ wird der Missbrauchsfilter 49 ausgelöst, was jedoch nicht schlimm ist. Siehe: Spezial:Missbrauchsfilter/49
Dies ist eine Liste von im Jahr 1492 verstorbenen bekannten Persönlichkeiten. Die Einträge erfolgen innerhalb der einzelnen Daten alphabetisch sortiert. Tiere sind im Nekrolog für Tiere zu finden.

## Februar
| Tag         | Name                                      | Beruf, bekannt als               | Alter | Beleg |
| ----------- | ----------------------------------------- | -------------------------------- | ----- | ----- |
| 14. Februar | William Berkeley, 1. Marquess of Berkeley | englischer Adliger und Politiker |       |       |

## März
| Tag      | Name                       | Beruf, bekannt als                                | Alter | Beleg |
| -------- | -------------------------- | ------------------------------------------------- | ----- | ----- |
| 10. März | Philipp II.                | Graf von Nassau-Weilburg (1442–1492)              | 73    |       |
| 15. März | Dietrich IV. von Schönberg | Bischof von Naumburg                              |       |       |
| 25. März | Erich                      | regierender Graf von Holstein-Pinneberg           |       |       |
| März     | Alfonso de Palencia        | spanischer Historiker, Lexigraph, Autor, Humanist | 67    |       |

## April
| Tag      | Name                 | Beruf, bekannt als                                | Alter | Beleg |
| -------- | -------------------- | ------------------------------------------------- | ----- | ----- |
| 8. April | Lorenzo il Magnifico | italienischer Politiker und Stadtherr von Florenz | 43    |       |

## Juni
| Tag      | Name                | Beruf, bekannt als                                                             | Alter | Beleg |
| -------- | ------------------- | ------------------------------------------------------------------------------ | ----- | ----- |
| 7. Juni  | Kasimir IV. Andreas | Großfürst von Litauen und König von Polen                                      | 64    |       |
| 8. Juni  | Elizabeth Woodville | englische Königsgattin des Mittelalters                                        |       |       |
| 16. Juni | Jan van Coppenolle  | flämischer Führer des Genter Aufstands gegen den späteren Kaiser Maximilian I. |       |       |
| 28. Juni | Jean de Compey      | Bischof von Turin und Genf sowie Erzbischof von Tarentaise                     |       |       |

## Juli
| Tag      | Name                     | Beruf, bekannt als                                                                       | Alter | Beleg |
| -------- | ------------------------ | ---------------------------------------------------------------------------------------- | ----- | ----- |
| 1. Juli  | Heinrich der Jüngere     | böhmischer Adliger, Reichsfürst, Herzog von Münsterberg und Troppau sowie Graf von Glatz | 40    |       |
| 25. Juli | Innozenz VIII.           | Papst (1484–1492)                                                                        |       |       |
| 26. Juli | Heinrich IV. von Absberg | Bischof von Regensburg                                                                   | 83    |       |

## September
| Tag           | Name            | Beruf, bekannt als | Alter | Beleg |
| ------------- | --------------- | --- | ----- | ----- |
| 14. September | Maffeo Gherardi | Kardinal der katholischen Kirche und Patriarch von Venedig                                                             |       |       |
| 18. September | Adolf von Kleve | Generalstatthalter der Burgundischen Niederlande und Regent für Philipp den Schönen, Herr von Ravenstein und Wynendael | 67    |       |
| 21. September | Konrad X.       | Herzog von Oels, Cosel, Beuthen und Steinau                                                                            |       |       |
| 29. September | Domenico Gagini | italienischer Bildhauer                                                                                                |       |       |

## Oktober
| Tag         | Name                  | Beruf, bekannt als                                     | Alter | Beleg |
| ----------- | --------------------- | ------------------------------------------------------ | ----- | ----- |
| 12. Oktober | Piero della Francesca | italienischer Maler, Kunsttheoretiker und Mathematiker |       |       |
| 14. Oktober | Erhart Nenninger      | Bürgermeister der Reichsstadt Heilbronn                |       |       |
| 22. Oktober | Simon von der Borch   | Bischof von Reval                                      |       |       |
| 25. Oktober | Thaddäus MacCarthy    | irischer Bischof                                       |       |       |

## November
| Tag          | Name                | Beruf, bekannt als                           | Alter | Beleg |
| ------------ | ------------------- | -------------------------------------------- | ----- | ----- |
| 1. November  | Beltrán de la Cueva | spanischer Adliger                           |       |       |
| 1. November  | René                | Herzog von Alençon und Graf von Le Perche    |       |       |
| 6. November  | Antoine Busnoys     | Komponist, Sänger, Dichter und Kleriker      |       |       |
| 19. November | Dschami             | persischer Dichter und Mystiker              | 78    |       |
| 26. November | Ludwig von Brügge   | flämischer Bibliophiler, Earl von Winchester |       |       |

## Datum unbekannt
| Tag             | Name                                  | Beruf, bekannt als                                                                            | Alter | Beleg |
| --------------- | ------------------------------------- | --------------------------------------------------------------------------------------------- | ----- | ----- |
|                 | Kristina Abrahamsdotter               | schwedische Königin                                                                           |       |       |
|                 | Blind Harry                           | schottischer Dichter                                                                          |       |       |
|                 | Marcus Böblinger                      | deutscher Baumeister                                                                          |       |       |
|                 | Guillaume de Rochefort                | französischer Kanzler                                                                         |       |       |
| März oder April | Johannes Huffener                     | deutscher Politiker, Bürgermeister von Dresden und Apotheker                                  |       |       |
|                 | Jaume Huguet                          | katalanischer Maler                                                                           |       |       |
|                 | Ulrich Khevenhüller                   | deutscher Adliger                                                                             |       |       |
|                 | Gerard Leeu                           | niederländischer Buchdrucker der Inkunabelzeit                                                |       |       |
| verm. März      | Katharina von Luxembourg-Saint-Pol    | Herzogin der Bretagne                                                                         |       |       |
|                 | Neri di Bicci                         | italienischer Maler                                                                           |       |       |
|                 | Anne Neville, 16. Countess of Warwick | Tochter von Richard Beauchamp, 13. Earl of Warwick und Isabella Despenser                     |       |       |
|                 | Pedro de Peralta y Ezpeleta           | navarresischer Adliger, Graf von Santisteban de Lerín, Barón de Marcilla und Pair von Navarra |       |       |
|                 | Baccio Pontelli                       | italienischer Architekt                                                                       |       |       |
|                 | Andreas Ritzos                        | griechischer Ikonenmaler                                                                      |       |       |
|                 | Jakob Sarbach                         | Schweizer Baumeister                                                                          |       |       |
|                 | Ludwig Vogelweider                    | Schweizer Kaufmann und Bürgermeister                                                          |       |       |